# 栗原村 (茨城県)
栗原村（くりはらむら）は、かつて茨城県新治郡に存在した村である。現在の茨城県つくば市の南東部。明治43年の人口1654。

## 沿革
- 1889年（明治22年）4月1日 - 町村制の施行に伴い、旧栗原村、上野村および蓮沼村が合併、新治郡栗原村。
- 1953年（昭和28年）6月15日 - 大字蓮沼を分離、筑波郡大穂町に編入。
- 1955年（昭和30年）7月22日 - 栄村および九重村と合併、新治郡桜村が発足。同日栗原村廃止。

## 天狗塚
昭和4年、県道土浦大曾根線改修の際、栗原台の山林中にある天狗塚の一部も道路敷に計画された。切り崩された塚からは多数の白骨が出土する。元治元年の天狗党の乱において土浦藩勢に敗れ坂田から栗原まで敗走し、討ち取られた12人の遺骨である。白骨は拾い集められ、民間の手で買収された県道脇の一角に改めて埋葬された。翌昭和5年には「筑波役尊皇殉難義士之墓」（つくばのえきそんのうじゅんなんぎしのはか）を建て法要が営まれその霊を慰めた。昭和35年、腐朽した木碑は浄財により石碑に建て直され現存する。その地は旧国鉄バス南筑波線天狗塚停留所から訪れることができた。

## 名所
- 栗原陣屋址
- 村社鹿島神社
- 北斗寺
- 持福寺
- 櫻林の墳
- 堀織部正利煕の碑